# Pechipogo strigilata
Pechipogo strigilata (лат.) — вид чешуекрылых из подсемейства совок-пядениц.

## Описание
Передние крылья бурые с рисунком из перевязей и пятен. Размах крыльев 25—30 мм. Яйцо полукруглое диаметром около 0,7 мм, поверхность яйца ребристая.

## Экология
Имаго встречается в лиственных и смешанных лесах, по лесным опушкам с начала июня по конец августа. Гусеницы питаются сухими опавшими листьями.

## Распространение
Вид вастречется в Евразии от Европы до Дальнего Востока.